# 언더독스
언더독스(Underdogs)는 미국에서 제작된 더그 더스 감독의 2013년 드라마, 가족 영화이다. 디비 스위니 등이 주연으로 출연하였다.

## 출연

### 주연
- 디비 스위니
- 리처드 포트노
- 윌리암 마포더

### 조연
- 멜로라 월터스
- 매디 해슨
- 찰리 카버
- 로건 허프먼
- 조 나마스
- 키스 론거
- 리안 렉스
- 제프리 그로버

## 제작진
- 프로듀서: 더그 더스
- 프로듀서: 빌 피쉬먼
- 프로듀서: 톰 루커
- 헤어: 리즈 듀체즈
- 의상: 준 수펀퍽